# The Moodys (Estados Unidos)
The Moodys fue una miniserie de comedia de situación estadounidense basada en la serie de televisión australiana del mismo nombre. La miniserie es protagonizada por Denis Leary y Elizabeth Perkins como una pareja casada malhumorada que se reúne con sus tres hijos adultos en Chicago para la temporada navideña. La miniserie se estrenó el 4 de diciembre de 2019 y finalizó el 10 de diciembre de 2019 en Fox, con un total de seis episodios.
La serie originalmente se iba a llamar A Moody Christmas; la serie australiana en la que se basa se llamó A Moody Christmas en la primera serie. Leary ha actuado anteriormente en The Ref, una película sobre una infeliz reunión familiar navideña.

## Elenco

### Principal
- Denis Leary como Sean Moody Sr.
- Elizabeth Perkins como Ann Moody
- François Arnaud como Dan Moody
- Chelsea Frei como Bridget Moody
- Jay Baruchel como Sean Moody Jr.

### Invitados
- Maria Gabriela de Faria como Cora
- Josh Segarra como Marco
- Kevin Bigley como Monty
- Gerry Dee
- Ulka Simone Mohanty
- Megan Park como Ali

## Episodios
| N.º | Título      | Dirigido por               | Escrito por                                                                                        | Fecha de emisión original | Audiencia (millones) |
| --- | ----------- | -------------------------- | -------------------------------------------------------------------------------------------------- | ------------------------- | -------------------- |
| 1   | «Pilot»     | Bob Fisher & Rob Greenberg | Historia de: Bob Fisher, Rob Greenberg & Tad Quill Guion de: Bob Fisher, Rob Greenberg & Tad Quill | 4 de diciembre de 2019    | 2.71                 |
| 2   | «Episode 2» | Bob Fisher & Rob Greenberg | Bob Fisher, Rob Greenberg & Tad Quill                                                              | 4 de diciembre de 2019    | 2.71                 |
| 3   | «Episode 3» | Bob Fisher & Rob Greenberg | Bob Fisher, Rob Greenberg & Tad Quill                                                              | 9 de diciembre de 2019    | 1.26                 |
| 4   | «Episode 4» | Bob Fisher & Rob Greenberg | Bob Fisher, Rob Greenberg & Tad Quill                                                              | 9 de diciembre de 2019    | 1.26                 |
| 5   | «Episode 5» | Bob Fisher & Rob Greenberg | Bob Fisher, Rob Greenberg & Tad Quill                                                              | 10 de diciembre de 2019   | 1.80                 |
| 6   | «Episode 6» | Bob Fisher & Rob Greenberg | Bob Fisher, Rob Greenberg & Tad Quill                                                              | 10 de diciembre de 2019   | 1.80                 |

## Recepción

### Críticas
En Rotten Tomatoes la serie tiene un índice de aprobación del 55%, basado en 11 reseñas, con una calificación promedio de 5.6/10. El consenso crítico del sitio dice, «Un elenco sólido y algunos chistes decentes ponen la mesa, pero la toma rancia de The Moodys en una Navidad de cascarrabias es demasiado bah humbug en un mal sentido». En Metacritic, tiene puntaje promedio ponderado de 55 sobre 100, basada en 9 reseñas, lo que indica «criticas mixtas o medias».

### Audiencias
| N.º | Título                | Fecha de emisión        | ÍA/CP (18–49) | Audiencia (millones) | DVR (18–49) | Audiencia DVR (millones) | Total (18–49) | Audiencia total (millones) |
| --- | --------------------- | ----------------------- | ------------- | -------------------- | ----------- | ------------------------ | ------------- | -------------------------- |
| 1   | «Pilot/Episode 2»     | 4 de diciembre de 2019  | 0.8/4         | 2.71                 | 0.2         | 0.93                     | 0.8           | 3.64                       |
| 2   | «Episode 3/Episode 4» | 9 de diciembre de 2019  | 0.3/2         | 1.26                 | 0.2         | 0.73                     | 0.5           | 2.00                       |
| 3   | «Episode 5/Episode 6» | 10 de diciembre de 2019 | 0.5/2         | 1.80                 | 0.2         | 0.65                     | 0.6           | 2.71                       |